# Cryptachaea zonensis
Cryptachaea zonensis là một loài nhện trong họ Theridiidae.
Loài này thuộc chi Cryptachaea. Cryptachaea zonensis được Herbert Walter Levi miêu tả năm 1959.